# Здроє (Бродницький повіт)
Здроє (пол. Zdroje, нім. Mesenzborn) — село в Польщі, у гміні Бартничка Бродницького повіту Куявсько-Поморського воєводства.
Населення — 105 осіб (2011).
У 1975-1998 роках село належало до Торунського воєводства.

## Демографія
Демографічна структура станом на 31 березня 2011 року:
|          | Загалом | Допрацездатний вік | Працездатний вік | Постпрацездатний вік |
| -------- | ------- | ------------------ | ---------------- | -------------------- |
| Чоловіки | 53      | 15                 | 34               | 4                    |
| Жінки    | 52      | 16                 | 27               | 9                    |
| Разом    | 105     | 31                 | 61               | 13                   |